# 谷山卓也
谷山 卓也（たにやま たくや、1965年6月28日 - )は、松濤館流 空手の空手家
彼は、形部門で松濤杯争奪世界空手道選手権を優勝。また、形でJKA全日本選手権で4回、組手で5回優勝している。日本空手協会師範。
大阪市生まれ。 拓殖大学 出身。空手は小学校3年の時に始めた。

## 競技歴
次の空手競技で大きな成功を収めた。
主要大会の成績
- 第50回JKA全日本空手道選手権（2007）-1位組手
- 49回JKA全日本空手道選手権（2006）-3位カタ
- 第9回松濤杯争奪ワールドカップ空手道選手権（東京、2004）-2位カタ
- 第47回JKA全日本空手道選手権（2004）-3位組手; 3位カタ
- 第46回JKA全日本空手道選手権（2003）-1位カタ; 3位組手
- 第45回JKA全日本空手道選手権（2002）-トーナメントグランドチャンピオン; 1位カタ; 2位組手
- 第44回JKA全日本空手道選手権（2001）-トーナメントグランドチャンピオン; 1位組手; 2位カタ
- 第8回松濤ワールドカップ空手道選手権大会（東京、2000）-1位カタ; 3位組手
- 第43回JKA全日本空手道選手権（2000）-1位カタ
- 第42回JKA全日本空手道選手権（1999）-トーナメントグランドチャンピオン。 1位カタ; 2位組手
- 第41回JKA全日本空手道選手権（1998）-トーナメントグランドチャンピオン。 1位組手; 3位カタ
- 第7回松濤ワールドカップ空手道選手権大会（パリ、1998年）-3位カタ
- 第6回松濤ワールドカップ空手道選手権大会（大阪、1996年）3位組手
- 第39回JKA全日本空手道選手権（1996）-組手1位
- 第38回JKA全日本空手道選手権（1995）-1位組手
- 第37回JKA全日本空手道選手権（1994）-2位組手
- 第35回JKA全日本空手道選手権（1992）-2位組手